# 4427 Burnashev
4427 Burnashev је астероид главног астероидног појаса чија средња удаљеност од Сунца износи 3,026 астрономских јединица (АЈ).
Апсолутна магнитуда астероида је 12,0.